# Léon Bataille
Léon Bataille (* 1920 in Lüttich; † 22. Dezember 2004) war ein belgischer Fernseh-Journalist.
Bataille war zeit seines Lebens ein begeisterter Motorsportfan. Vor dem Einstieg in seinen Beruf als Jugendlicher war Bataille belgischer Meister in der Viertelliterklasse im Motorradfahren. Er fuhr auch Radrennen und konnte dabei den Titel des Provinzmeisters erringen.
In der Fernsehsendung Antenne-Soir begann seine Karriere im Jahr 1958 an der Seite von Luc Varenne. Ab 1969 arbeitete er für die belgische Tageszeitung La Meuse. Seine nächste berufliche Station war der private Fernsehsender RTL Television mit Sitz in Köln. Dort blieb er bis kurz vor seinem Tod aktiv. In seinen Sendungen stellte er oftmals Oldtimermodelle vor, insgesamt berichtete er über mehr als 300 verschiedene Fahrzeuge. Bekannt war Bataille durch das hohe Niveau seiner journalistischen Berichterstattung im Motorsport.
Bataille ist am 22. Dezember 2004 im Alter von 84 Jahren verstorben.